# Мягков, Герман Пантелеймонович
Ге́рман Пантелеймо́нович Мягко́в (род. 1946) — советский и российский историк. Доктор исторических наук, профессор Казанского университета. Действительный член Академии политической науки. Член Российского Общества интеллектуальной истории. Член Всероссийской Ассоциации медиевистов и историков раннего нового времени. Член редколлегии «Учёных записок Казанского университета». Заслуженный работник высшей школы Российской Федерации (2001).

## Биография
Родился в Ярославле, детство и школьные годы провёл в Данилове. В 1968 году окончил историко-филологический факультет Казанского университета, в 1971 году — аспирантуру по кафедре всеобщей истории, учился у А. С. Шофмана, В. И. Адо, П. Б. Уманского. Ещё в студенческие годы женился на Ларисе Агдасовне Бургановой — дочери историка Агдаса Хусаиновича Бурганова. В 1971—1988 годах работал в Казанском институте культуры на кафедре марксизма-ленинизма, в 1981—1984 годах — проректор, в 1984—1988 годах — доцент кафедры философии и научного коммунизма. Кандидат исторических наук (1984), тема диссертации «„Русская историческая школа“ всеобщих историков и её роль в идейно-политической борьбе в России в конце XIX — начале XX веков». С 1988 года — в Казанском университете на кафедре истории древнего мира и средних веков, в 1995—1998 годах — заместитель декана исторического факультета. Член Российского общества интеллектуальной истории, председатель Казанского его отделения. Инициировал открытие региональных отделений
в Ижевске, Чебоксарах и Йошкар-Оле. В рамках этих структур было проведено более двадцати конференций по интеллектуальной истории всероссийского масштаба. Доктор исторических наук (2000), тема диссертации: «„Русская историческая школа“: теория и история развития школы как научного сообщества». С 2001 года — профессор кафедры истории древнего мира и средних веков исторического факультета Казанского университета (после 2010 года переименована в кафедру всеобщей истории Института международных отношений). По совместительству в 2000-е годы работал профессором Казанского государственного технического университета им. А. Н. Туполева (КАИ) и с 2018 года профессор Казанского инновационного университета им. В. Г. Тимирясова (ИЭУП). Подготовил восемь кандидатов и одного доктора наук.

## Научная деятельность
В начале 1970-х годов Г. П. Мягков под руководством П. Б. Уманского занимался проблемами истории США в российской общественной мысли рубежа XIX—XX веков, а также восприятием американской демократии у М. М. Ковалевского и П. Г. Виноградова. Сравнительно быстро он перешёл к исследованиям методологических взглядов указанных мыслителей. К началу 1980-х годов это определило генеральную тему исследований Г. П. Мягкова — тематику научной школы как сообщества и проблематику «Русской исторической школы», представленной, кроме М. М. Ковалевского и П. Г. Виноградова, ещё и Н. И. Кареевым и И. В. Лучицким. Этой теме были посвящены его монографии 1988 и 2000 годов. Рецензенты отмечали, что Г. П. Мягков оказался первым исследователем, который профессионально занялся проблематикой иерархий научных сообществ (соотношением научных школ, течений и направлений) и коммуникативных связей представителей академического сообщества. Следующим этапом на этом пути оказалось изучение типов организации и самоорганизации исторической науки. Г. П. Мягков исходил из того, что в гуманитарных науках научная школа является базовым понятием, в то время как «направления», «течения» обозначали не иерархические уровни, а лишь ориентации самих школ в коммуникационной, политической, философской и тематической сферах. Школа трактуется и определяется в единстве коммуникативных характеристик, идейно-методологических ориентаций и конкретно-исторической тематики. Научные школы являются открытыми системами, им присуще разнообразие внутренних ориентаций и даже парадигм. Школа также является важнейшим институтом внутренней социализации в науке. В то же время В. П. Золотарёв (Сыктывкарский государственный университет) отмечал, что Г. П. Мягкову так и не удалось чётко установить временные границы русской исторической школы и представить чёткую периодизацию её истории, поскольку её деятельность не закончилась с кончиной Н. И. Кареева, последовавшей в 1931 году. Напротив, Л. П. Репина и Г. М. Зверева в данной проблематике увидели успешную попытку Г. П. Мягкова вписать историографические процессы в России в широкий контекст западной интеллектуальной жизни и создать новую концепцию феномена школы в исторической науке. Особо отмечалась эффективность трактовки понятия школы как триединой коммуникативной практики, что позволило создать коллективную биографию целого поколения учёных.
Существенной стороной интеллектуальной деятельности Г. П. Мягкова является исследование историографии славяноведения и её связь с историографическими проблемами всеобщей истории.

## Основные работы
- Мягков Г. П. «Русская историческая школа»: методологические и идейно-политические позиции / Науч. ред. Б. Г. Могильницкий. — Казань: Издательство Казанского университета, 1988. — 198 с.
- Мягков Г. П. Научное сообщество в исторической науке: опыт «русской исторической школы». — Казань: Изд-во Казанского университета, 2000. — 295 с.
- Каролингская эпоха: Из истории Западной Европы в раннее Средневековье: сборник документов / Институт всеобщей истории РАН, Казанский государственный университет; Сост. проф. А. А. Сванидзе; Под ред. проф. А. А. Сванидзе, проф. Г. П. Мягкова. — Казань: ООО «Мастер Лайн», 2002. — 421 с.
- Казанский университет как исследовательское и социокультурное пространство: сб. науч. ст. и сообщ. / М-во образования и науки Рос. Федерации [и др.]; [сост. и отв. ред.: Г. П. Мягков, Е. А. Чиглинцев]. —Казань: Казан. гос. ун-т, 2005. — 382 с.
- История средних веков: учебное пособие для студентов исторических факультетов университетов / под ред. проф. Г. П. Мягкова. — Часть 1. Западная Европа в период раннего средневековья. — Ижевск: Изд-во «Удмуртский университет», 2011. — 288 с.
- Историческое пространство и время средневекового текста: подходы и методы интеллектуальной истории: учебно-методическое пособие для студентов исторических факультетов университетов / Г. П. Мягков, Н. И. Недашковская, Л. Ф. Недашковский; М-во образования и науки Рос. Федерации, ФГАОУ ВПО «Казан. (Приволж.) федер. ун-т».—Казань: [Казанский университет], 2011. — 75 с.
- Мягков Г. П., Филимонов В. А. Проблема монархической власти и её организации в древних обществах в политико-историческом дискурсе Н. И. Кареева // Вестник Нижегородского университета им. Н. И. Лобачевского. 2013. № 4. Часть 3. С. 161—167.
- Мягков Г. П., Иванова Т. Н. Часть 4. Научные коммуникации в российском историческом пространстве // Идеи и люди: интеллектуальная культура Европы в Новое время / Под ред. Л.П. Репиной. — М. : Аквилон, 2014. — С. 532—644. — 840 с. — ISBN 978-5-906578-01-3.
- Мягков Г. П., Иванова Т. Н. Школа В. И. Герье: основные черты и место в научном пространстве России // Диалог со временем. Альманах интеллектуальной истории. 44. — М.: ИВИ РАН, 2013. — С. 165—185.
- Рим и Италия: историческое прошлое в современных измерениях / М. В. Григер, Э. М. Дусаева, Г. П. Мягков, Е. А. Чиглинцев, Л. М. Шмелева. — Казань: Институт истории АН РТ, 2017. — 136 с.